# 河野村 (愛媛県)
河野村（こうのむら）は、愛媛県風早郡のち温泉郡にあった村である。
1955年に北条町、浅海村、粟井村、立岩村、河野村の1町4村の合併（新設合併）で北条町となり、自治体としては消滅した。北条町は1958年に市制施行して「北条市」となり、さらに平成の合併で2005年に北条市は松山市へ編入され現在に至っている。地域名としては小学校の名などに継承されている。

## 地理
高縄半島の西部。現在の松山市の北部、旧北条市の南部。北条平野の一部。西は瀬戸内海（斎灘）に面するが海岸線は入り組んではおらず砂浜海岸が続き、これに並行して平野が広がるものの、高縄山系の麓の丘陵地が迫り平地としては広がりに乏しい。小規模河川ながら河野川が貫流する。小規模ながら柳原に港もあった。
東は高縄山系で湯山村（後に松山市に編入）、竜岡村（後に合併して玉川村）との境をなす。北は北条町、立岩村に、南は粟井村に接する。
村名の由来
「河野」は平安時代から郷名として見られる名称である。河野氏の発祥の地でもある。「加波乃」や「河乃」とも書いた。
川
河野川、高山川

## 社会

### 地域・集落
合併前の14の旧村名をそのまま大字として継承した。
別府（べっぷ）、宮内（みやうち）、善応寺（ぜんおうじ）、横谷（よこだに）、閏谷（うるうだに）、九川（くがわ）、常保免（じょうほうめん）、佐古（さこ）、高山（こやま）、牛谷（うしだに）、大河内（おおこうち）、中須賀（なかすか）、片山（かたやま）、夏目（なつめ）
うち閏谷は昭和30年代には既に廃村に近い状態であったという。
松山市への編入後、別府は河野別府、高山は河野高山、中須賀は河野中須賀と呼ばれることになった。同名の町が松山市内にあったためである。
現在の松山市立河野小学校の校区は次のとおり。
牛谷、大河内、片山、河野高山、河野中須賀、河野別府、佐古、常保免、善応寺、夏目、府中、宮内、柳原、横谷の14
昭和の合併当時と比較すると、九川が日浦小学校校区となり、閏谷は集落自体がなくなっている。逆に、「柳原」と「府中」は旧村名とそれを受け継いだ大字にはないが、海岸線に近く開けた土地で市街化が進んだ地域である。昭和の合併当時、柳原は別府の、府中は別府の小字で北府中、東府中、南府中に分かれていた。

### 教育
- 河野小学校 - 明治23年河野尋常小学校として設置。北条市立の時期を経て松山市立河野小学校として現在に至る[7]。
- 河野中学校 →隣村の粟井中学校と統合し高縄中学校となる→さらに統合等を経て松山市立北条南中学校となり、現在に至る。

## 歴史
明治以降
- 1889年12月15日 - 町村制施行により旧風早郡別府村、宮内村、善応寺村、横谷村、閏谷村、九川村、常保免村、佐古村、高山村、牛谷村、大河内村、中須賀村、片山村、夏目村の14箇村が合併し風早郡河野村として発足。
- 1897年4月1日 - 風早郡が温泉郡に編入され温泉郡河野村となる。
- 1955年3月31日 - 温泉郡北条町、浅海村、立岩村、粟井村と合併して温泉郡北条町となり、自治体としては消滅。

```
河野村の系譜
（町村制実施以前の村）　（明治期）　　　　　　（昭和の合併）　　　（平成の合併）
　　　　　　　　　　　　町村制施行時
北条　　━━━┓
辻　　　━━━┫　　　　　　　　　　あ　　　　　　　　　お
土手内　━━━╋━━━北条村━━━━北条町━┳━━┳━━北条市　━┓
安居島　━━━┛　　　　　　　　　　　　　　┃う　┃え　　　　　　┃
下難波　━━━┓　　　　　　　　　　　　　　┃　　┃　　　　　　　┃
上難波　━━━╋━━━難波村━━━━━━━━┫　　┃　　　　　　　┃
中通・庄━━━┛　　　　　　　　　　　　　　┃　　┃　　　　　　　┃
八反地　━━━┓　　　　　　　　　　　　　　┃　　┃　　　　　　　┃
中西内　━━━┫　　　　　　　　　　　　　　┃　　┃　　　　　　　┃
柴村　　━━━┫　　　　　　　　　　　　　　┃　　┃　　　　　　　┃
中西外　━━━┫　　　　　　　　　　　　　　┃　　┃　　　　　　　┃
寺谷　　━━━╋━━━正岡村　━━━━━━━┛　　┃　　　　　　　┃
院内　　━━━┫　　　　　　　　　　　　　　　　　┃　　　　　　　┃
池田　　━━━┫　　　　　　　　　　　　　　　　　┃　　　　　　　┃
神田　　━━━┛　　　　　　　　　　　　　　　　　┃　　　　　　　┃
浅海本谷━━━┓　　　　　　　　　　　　　　　　　┃　　　　　　　┃
　　　　　　　┣━━━浅海村━━━━━━┳━━━━┫　　　　　　　┃
浅海原　━━━┛　　　　　　　　　　　　┃　　　　┃　　　　　　　┃
小川　　━━━┓　　　　　　　　　　　　い　　　　┃　　　　　　　┃
磯河内　━━━┫　　　　　　　　　　　　　　　　　┃　　　　　　　┃
鴨之池　━━━┫　　　　　　　　　　　　　　　　　┃　　　　　　　┃
和田　　━━━┫　　　　　　　　　　　　　　　　　┃　　　　　　　┃
河原　　━━━┫　　　　　　　　　　　　　　　　　┃　　　　　　　┃
安岡　　━━━┫　　　　　　　　　　　　　　　　　┃　　　　　　　┃
本谷　　━━━╋━━━粟井村━━━━━━━━━━━┫　　　　　　　┃
西谷　　━━━┫　　　　　　　　　　　　　　　　　┃　　　　　　　┃
大西谷　━━━┫　　　　　　　　　　　　　　　　　┃　　　　　　　┃
客　　　━━━┫　　　　　　　　　　　　　　　　　┃　　　　　　　┃
麓　　　━━━┫　　　　　　　　　　　　　　　　　┃　　　　　　　┃
平林　　━━━┫　　　　　　　　　　　　　　　　　┃　　　　　　　┃
小川谷　━━━┫　　　　　　　　　　　　　　　　　┃　　　　　　　┃
久保　　━━━┫　　　　　　　　　　　　　　　　　┃　　　　　　　┃
鹿峰　　━━━┫　　　　　　　　　　　　　　　　　┃　　　　　　　┃
苞木　　━━━┛　　　　　　　　　　　　　　　　　┃　　　　　　　┃
才之原　━━━┓　　　　　　　　　　　　　　　　　┃　　　　　　　┃
滝本　　━━━┫　　　　　　　　　　　　　　　　　┃　　　　　　　┃
猪木　　━━━┫　　　　　　　　　　　　　　　　　┃　　　　　　　┃
猿川　　━━━┫　　　　　　　　　　　　　　　　　┃　　　　　　　┃
中　　　━━━┫　　　　　　　　　　　　い　　　　┃　　　　　　　┃
米之野　━━━┫　　　　　　　　　　　　┃　　　　┃　　　　　　　┃
庄府　　━━━╋━━━立岩村━━━━━━┻━━━━┫　　　　　　　┃
儀式　　━━━┫　　　　　　　　　　　　　　　　　┃　　　　　　　┃
小山田　━━━┫　　　　　　　　　　　　　　　　　┃　　　　　　　┃
猿川原　━━━┫　　　　　　　　　　　　　　　　　┃　　　　　　　┃
尾儀原　━━━┫　　　　　　　　　　　　　　　　　┃　　　　　　　┃
萩原　　━━━┛　　　　　　　　　　　　　　　　　┃　　　　　　　┃
別府　　━━━┓　　　　　　　　　　　　　　　　　┃　　　　　　　┃
宮内　　━━━┫　　　　　　　　　　　　　　　　　┃　　　　　　　┃
善応寺　━━━┫　　　　　　　　　　　　　　　　　┃　　　　　　　┃
横谷　　━━━┫　　　　　　　　　　　　　　　　　┃　　　　　　　┃
閏谷　　━━━┫　　　　　　　　　　　　　　　　　┃　　　　　　　┃
九川　　━━━┫　　　　　　　　　　　　　　　　　┃　　　　　　　┃
常保免　━━━╋━━━河野村━━━━━━━━━━━┛　　　　　　　┃
佐古　　━━━┫　　　　　　　　　　　　　　　　　　　　　　　　　┃
高山　　━━━┫　　　　　　　　　　　　　　　　　　　　　　　　　┃
牛谷　　━━━┫　　　　　　　　　　　　　　　　　　　　　　　　　┃
大河内　━━━┫　　　　　　　　　　　　　　　　　　　　　　　　　┃
中須賀　━━━┫　　　　　　　　　　　　　　　　　　　　　　　　　┃
片山　　━━━┫　　　　　　　　　　　　　　　　　　　　　　　　　┃
夏目　　━━━┛　　　　　　　　　　　　　　　　　　　　　　　　　┃
　　　　　　　　　　　　　　　　　　　　　　　　　　　　中島町━━┫
　　　　　　　　　　　　　　　　　　　　　　　　　　　　松山市━━┻━━松山市
　　　　　　　　　　　　　　　　　　　　　　　　　　　　　　　　　　か
あ – 明治31年11月28日町制施行
い - 大正3年　立岩村萩原を浅海村に編入
う – 昭和26年4月1日合体
え – 昭和30年3月31日合体
お – 昭和33年11月1日市制施行
か – 平成17年1月1日温泉郡中島町とともに松山市に編入合併

（注記）中島町・松山市の合併以前の系譜はそれぞれの市・町の記事を参照のこと。

```

## 産業
明治期は絣の生産が盛んであった。大字別府字柳原に小さいながら近隣の村々の需要に応える商店街が形成されていた。柳原以外は純前農村であった。

## 交通

### 道路
- 今治街道

### 鉄道
- 国鉄予讃本線が村内を通っていたが駅は設置されなかった（柳原駅は1961年開業）。

## 名所
- 善応寺 - 河野氏の菩提寺。
- 高縄神社

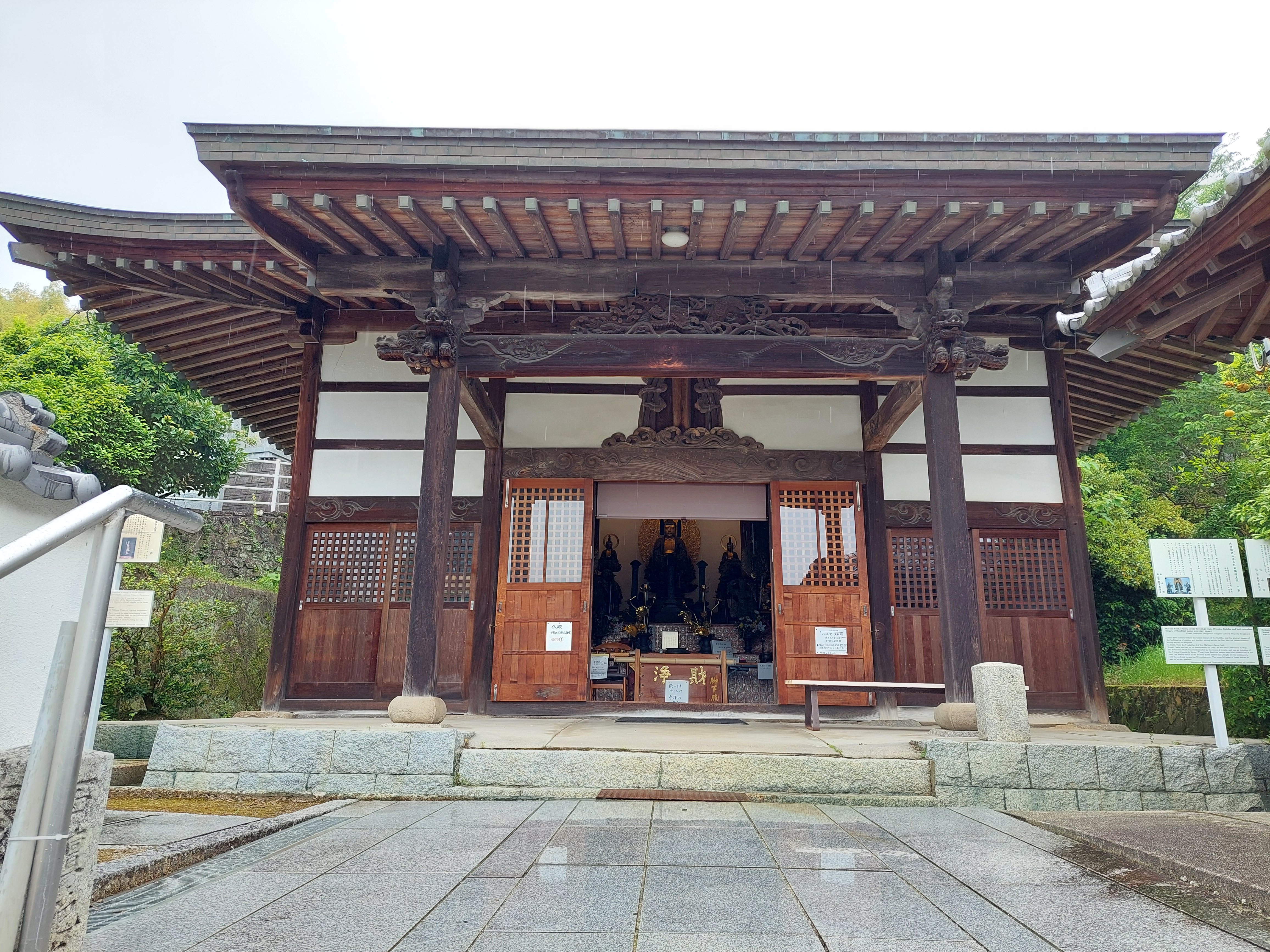
善応寺
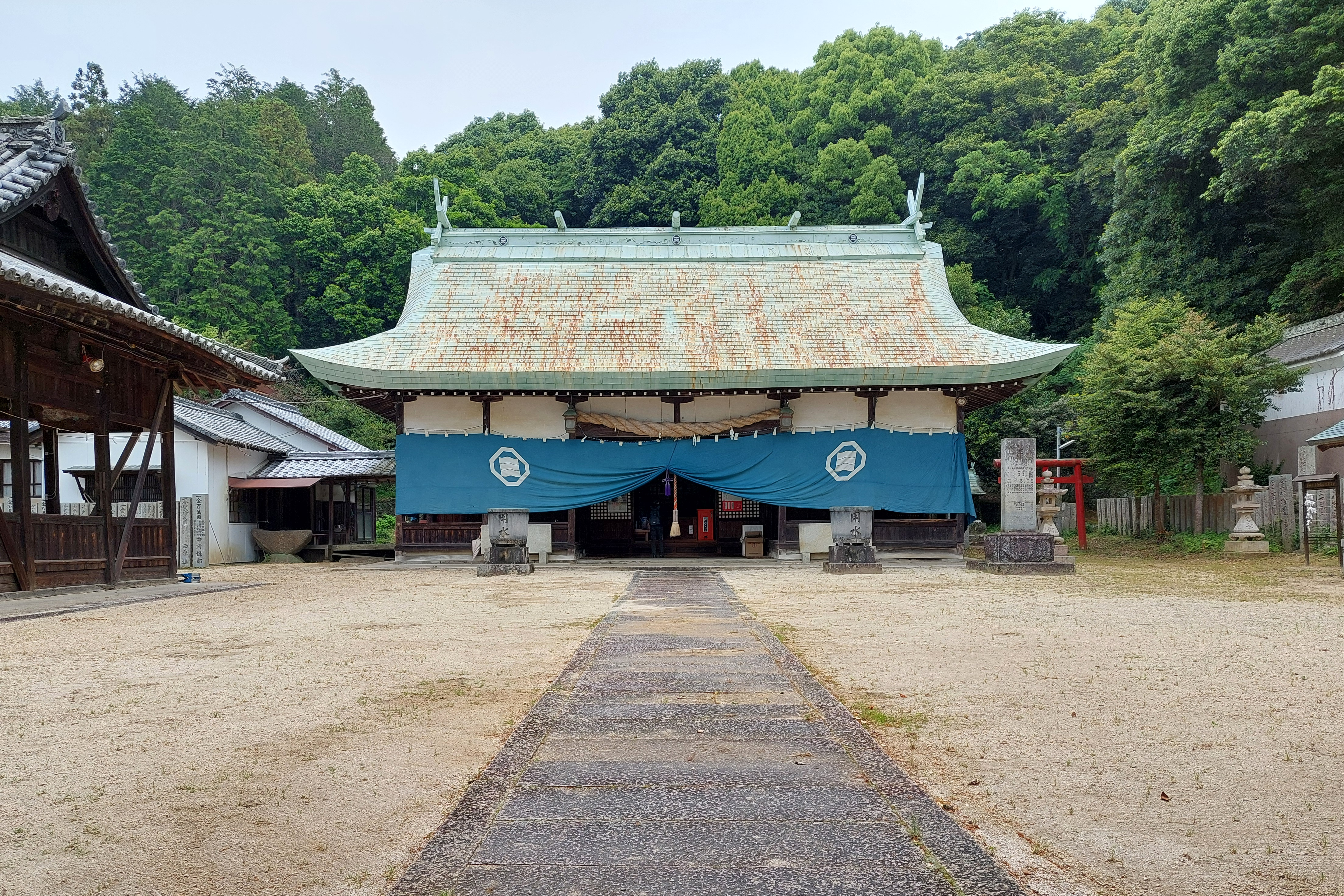
高縄神社

## 出身・ゆかりのある人物
- 岡本馬太郎 - 河野村長、衆議院議員。
- 崎山好春（大同海運社長） - 善応寺生まれ[8]。